# Diringer & Scheidel
Die eigentümergeführte Diringer & Scheidel Unternehmensgruppe (D&S) mit Hauptsitz in Mannheim und über 4200 Beschäftigten an 90 Standorten zählt zu den mittelständischen Unternehmen der Metropolregion Rhein-Neckar sowie in Berlin/Dessau/Leipzig, Karlsruhe und ist auch in Frankreich, Luxemburg, Italien und Österreich tätig. Gegenwärtig wird sie von der dritten und vierten Generation geführt.

## Geschichte

### Die Anfänge
Franz-Anton Diringer (1886–1955) trat mit 14 Jahren in die Firma seines Patenonkels Franz Anton Noll – einer alteingesessene Neckarauer Baufirma – ein, wurde Geselle und war zuletzt Maurerpolier. Nach einer zweijährigen Zwischenstation bei einer Spezialfirma für Eisenbeton gründet er am 21. Juni 1921 seine eigene Bauunternehmung, das Anton-Diringer-Baugeschäft. Der Bauhof befand sich zunächst im Hinterhof des Wohnhauses in der Maxstraße 40, ehe 1928 ein kleines Stück Ackerland in der Flur Schwinngewann erworben wurde (heute: Wilhelm-Wundt-Straße). Die Firma hatte jetzt in der Spitze bis zu 40 Mitarbeiter und die Aufträge wurden immer größer. Diringers Frau Elisabeth geb. Winkelbach kümmerte sich um den kaufmännischen Bereich und die beiden Kinder Elisabeth (1917–2001) und den früh verstorbenen Anton (1922–1932). Im Jahr 1938 begann sein späterer Schwiegersohn Heinrich Scheidel (1915–1994) eine Maurerlehre im Betrieb und machte nach dem Zweiten Weltkrieg seine Meisterprüfung.

### Nachkriegszeit
1949 wird Heinrich Scheidel offizieller Teilhaber und die Firma in F.A. Diringer & H.Scheidel umbenannt, später erfolgte die Namensänderung in Diringer & Scheidel OHG. Knapp zehn Jahre nach dem Krieg – ein regelrechter Bauboom setzte ein – beschäftigte man bereits über 120 Mitarbeiter. Die Firma stemmte inmitten des Wirtschaftswunders immer größere Projekte. Auf dem Gelände des Bauhofs in der Wilhelm-Wundt-Straße entstand ab 1953 ein Wohn- und Bürogebäude für die Firma. 1954 wurde der erste eigene Turmdrehkran gekauft und ab 1955 werden erste Aufträge aus dem Tiefbau übernommen. Anfang der 1960er Jahre hat das Unternehmen bereits 250 Mitarbeiter, so dass 1964 das Bürogebäude aufgestockt werden musste. Diringer & Scheidel ist mittlerweile weit über die Stadtgrenzen hinaus aktiv.

### Die dritte Generation
Heinz Scheidel (* 1947), der Enkel des Unternehmensgründers, machte nach der mittleren Reife eine Maurerlehre und studierte anschließend in Karlsruhe das Fach Bauingenieurwesen mit Zusatzausbildung zum Schweißfachingenieur. 1969 trat er offiziell in den Familienbetrieb ein und wurde zusammen mit seiner Schwester Elisabeth verh. Heffner (* 1940) als Teilhaber in das Geschäft aufgenommen. 1972 wurde Heinz Scheidel Geschäftsführer. Die Mitarbeiterzahl betrug Anfang der 1970er Jahre bereits 400 und man begann eine Abteilung für schlüsselfertiges Bauen aufzubauen. In den 1970er Jahren wurden in einer Phase nachlassendem Wirtschaftswachstums in der Baubranche erste Firmen übernommen und integriert: So 1973 die Firma Hans Grimminger aus Heidelberg mit fast 100 Mitarbeitern, 1979 die Firma Langlotz aus Brühl, 1982 die Firma Noll aus Neckarau ebenfalls mit fast 100 Mitarbeitern, 1988 die Firma Wiest aus Schwetzingen oder die Firma Krämer aus Heidelberg. Das Motto von D&S lautete: Übernehmen statt übernommen zu werden. Seit den 1980er Jahren werden Großimmobilien entwickelt und in der Folge an institutionelle und private Investoren vermarktet. Am Rohbau des Technoseums war man in einer Arbeitsgemeinschaft mit der hessischen Baufirma Dressler aus Hanau beteiligt, als diese noch während der Bauphase in Konkurs gin übernahm D&S auch diese. Ab 1993 stieg man in das Bauträgergeschäft ein. Nach der deutschen Wiedervereinigung wurde in den 1990er Jahren eine Niederlassung in Dessau in Sachsen-Anhalt gegründet, die zweite Niederlassung folgte in Leipzig und man beschäftigte in der Hochphase rund 500 Mitarbeiter in Ostdeutschland. In Löbnitz baute D&S ein eigenes Kieswerk auf und betreibt bald danach mit einem Partner ein Baustoffwerk. Ab 1996 übernimmt D&S die insolvente Firma Alfred Kunz. Hieraus entwickelt sich die Abteilung Rohrsanierung, in der D&S mittels grabenloser Sanierung mit Hightech-Roboter und dem Aufkauf weiterer Firmen zum Marktführer wird.

### Die vierte Generation
In den Jahren 1997 bis 2007 setzte in Deutschland eine tiefgreifende Baurezession ein. Mittlerweile ist neben Heinz Scheidel auch sein Neffe der Bauingenieur Karlheinz Heffner (* 1964) in der Geschäftsleitung (Bautechnik). Daneben treten 1997 mit Tobias Volckmann (* 1968) und 2003 mit Achim Ihrig (* 1974) auch zwei seiner Schwiegersöhne in das Familienunternehmen ein. Ihrig ist studierter Betriebswirt und wird Geschäftsführer für den Bereich Dienstleistungen. Volckmann – ebenfalls Betriebswirt – wird Geschäftsführer Finanzen. Scheidels dritter Schwiegersohn Christian Fackert wird Leiter der Verwaltung des eigenen Immobilienbestandes. 
Die Firma zählt heute mit 90 Standorten in Deutschland und Europa, und zu den traditionsreichsten Familienunternehmen im Südwesten Deutschlands. Fast 40 Betriebe hat Diringer & Scheidel teilweise oder ganz übernommen. Im Jahr 2020 wurde der Bereich Tief- und Rohrleitungsbau gestärkt, in dem die Scheven GmbH mit 200 Beschäftigten übernommen wurde. Darüber hinaus verfügt D&S im Rheinauer Hafen seit 1996 über ein eigenes Transportbetonwerk und produziert auch Recyclingbeton. Gegenwärtig baut D&S eine eigene Abteilung für Bauen im Bestand auf.

## Bau und Projektentwicklung
2021 arbeiten fast 50 Prozent der Beschäftigten (circa 1900) im Bau- und Technikbereich. Zu diesem gehören der Hochbau, Industriebau, Schlüsselfertigbau sowie der Tief- und Rohrleitungsbau und die grabenlose, hochtechnisierte Sanierung im Kanal- und Druckrohrbereich. Ein weiterer Bereich der Gruppe ist die Rohstoffgewinnung und Baustoffproduktion in eigenen Werken. Bundesweite Aufmerksamkeit und manche Kontroversen erregte Diringer & Scheidel mit dem Bau des mehr als 20 Fußballfelder großen und mehr als 350 Millionen Euro teuren Mannheimer Stadtquartiers Q6 Q7 – besonders wegen innerstädtischen Einkaufszentrums.

## Dienstleistungsbereich
Die Tochterfirmen Accurata Immobilienverwaltung (gegründet 1995) und das D&S Gebäudemanagement betreuen etwa 9000 Wohn- und Gewerbeeinheiten. Als Entwickler und Betreiber von Service-Immobilien (betreutes Wohnen, stationäre/ambulante Pflege, Hotels) sind die Avendi Senioren Service GmbH & Co. KG (gegründet 2001 als GmbH) und die Ariva Hotel GmbH tätig. Avendi unterhält 29 Betriebsstätten und beschäftigt rund 800 Mitarbeiter (Stand: 2023). Zu Ariva gehören in Mannheim vier Hotels, darunter das Radisson Blu, das Hilton Garden Inn und das Best-Western-Hotel LanzCarré. Mit der CRM – Center & Retail Management GmbH verfügt die Gruppe seit 2017 auch über eine Betreibergesellschaft für Handelsimmobilien und mischgenutzte Quartiere. Ariva beschäftigt über 180 Mitarbeiter.